# Sarapion
Sarapion (en griego antiguo: Σαράπιον, también escrita Serapion), fue una antigua ciudad y puerto de la actual Somalia. Estaba situada en el lugar donde después nacería Mogadiscio.

## Historia
Sarapion se mencionaba brevemente en la Geografía de Ptolomeo como uno de los puertos que un comerciante encontraría si navegara en dirección sur por el Océano Índico, tras pasar el Mercado de las Especias de Damo y los dominios de Opone. Los académicos creen que la ciudad se situaba en las cercanías de la actual Mogadiscio y Warsheikh, en lo que hoy es el centro-sur de Somalia.